# Philipp Jenigen
Philipp Jenigen (Eichstätt, 5. siječnja 1642. – Ellwangen, 8. veljače 1704.), njemački svećenik i isusovac iz Eichstätta.

## Životopis
Jeningen je ušao u Družbu Isusovu 19. siječnja 1663., i postao uspješan popularan misionar. Služio je u svetištu Gospe od Schönenberga, u blizini Ellwangena u Švabiji, koje je proslavljeno od isusovaca. Tu je Jenigen privukao brojne hodočasnike. Kroz sljedećih nekoliko godina išao je u misije u obližnje zemlje. Ostao je upamćen kao Apostol Reisa.